# Michel Louis Félix Ney
Pour les articles homonymes, voir Ney.
Michel Louis Félix Ney, dit Aloys, 2e duc d'Elchingen en 1826 (Paris, 24 août 1804 - Gallipoli, 14 juillet 1854), est le deuxième fils du maréchal Ney.

## Biographie
Dès la mort de son père, Aloys rassemble de nombreux matériaux qui ont tous pour but de réfuter les accusations portées contre le maréchal et s'ordonnent autour de trois thèmes principaux : la brouille de Ney avec Soult et Masséna durant la guerre d'Espagne, son rôle en 1814 et son attitude pendant les Cent Jours. Cette documentation est conservée dans le fonds Ney.
En 1822, les deux fils aînés du maréchal, Léon et Aloys, sont admis à l'École polytechnique, mais ne peuvent y rester car ils refusent de fournir un certificat de fidélité aux Bourbons. Ils ne cessent pour autant d'étudier les mathématiques car une ordonnance royale du 1er septembre 1824 les ayant autorisés à prendre du service dans l'armée suédoise, ils y sont admis tous deux, le 9 novembre 1824, comme sous-lieutenants d'artillerie, après avoir passé un examen équivalant à l'examen de sortie de Polytechnique. Le 11 mai 1826, ils sont nommés lieutenants et officiers d'ordonnance du prince royal de Suède, fils de l'ex maréchal Bernadotte et époux de Joséphine de Leuchtenberg.
La monarchie de Juillet prend à cœur d'atténuer les préjudices causés à la famille Ney par la rigueur légitimiste. Les deux aînés quittent le service de la Suède. Aloys, officier d'ordonnance du maréchal comte Gerard, ministre de la guerre, le 1er août 1830, est nommé capitaine en second au 1er carabiniers, le 20 août de la même année. Fin juin 1837, avec le général Baudrand, le duc d'Elchingen est envoyé par Louis-Philippe Ier en mission spéciale au Royaume-Uni pour féliciter la reine Victoria à l'occasion son accession au trône. Il est décrit par la jeune souveraine comme un «grand et beau jeune homme à l'allure militaire»,.
Il est élu député du Pas-de-Calais en 1846, et se rallie en 1849 à Louis-Napoléon qui le fait général.
Il meurt du choléra à l’armée d’Orient lors du siège de Sébastopol.

## Mariage et descendance

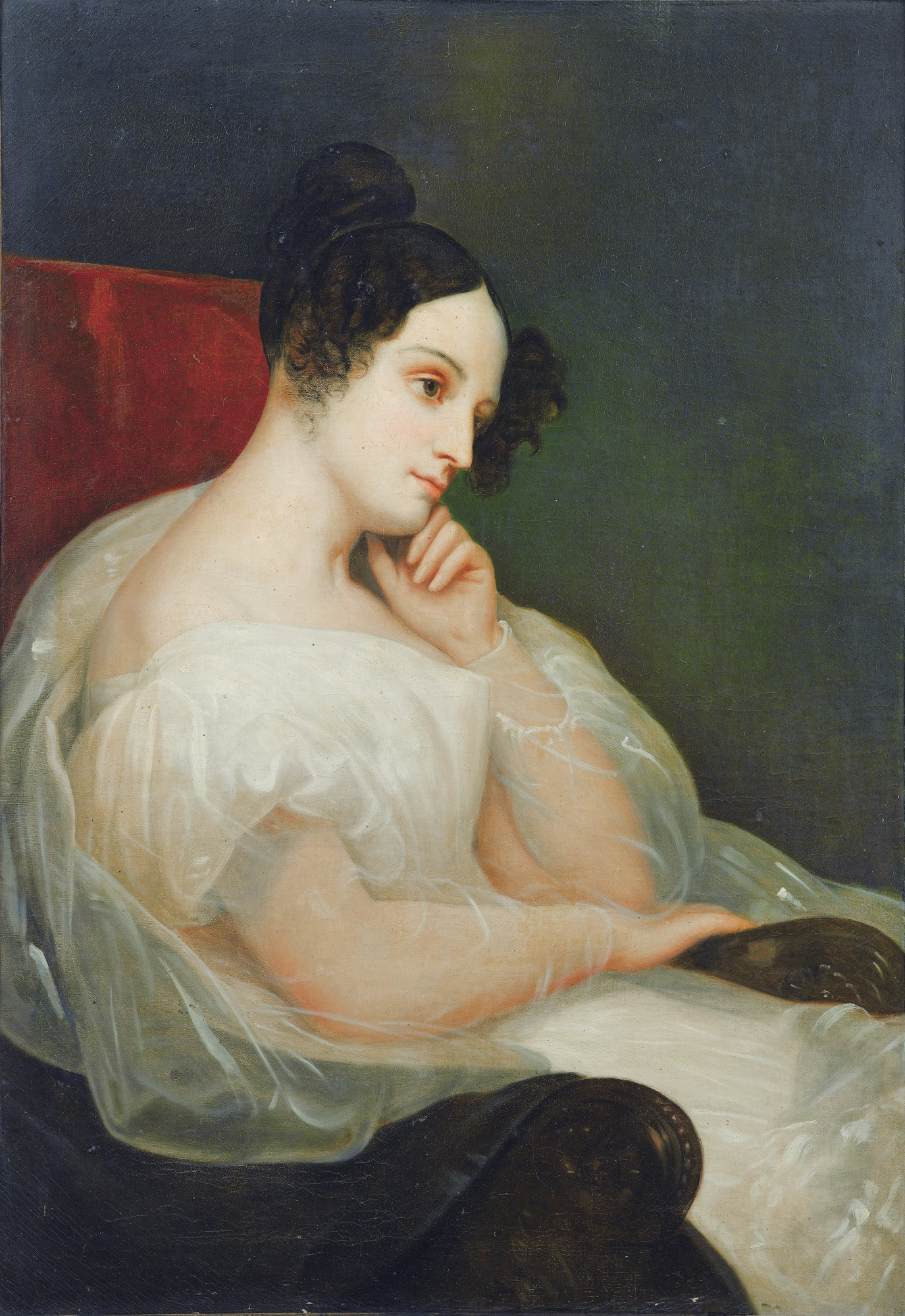
Marie-Joséphine Souham, Duchesse d'Elchingen (Ary Scheffer, 1832)

Il se marie à Paris le 19 janvier 1833 avec Marie-Joséphine Souham (Luberzac, 20 décembre 1801 - Versailles, 1 juillet 1889), fille du général Souham et veuve d'Amédée, baron Bourdon de Vatry ; ils ont deux enfants : 
- Michel-Aloys Ney (Paris, 3 mai 1835 - Fontenay-aux-Roses (Hauts-de-Seine), 23 février 1881),
- Louise-Hélène Ney (Paris, 3 avril 1838 - Mogosoaia, Roumanie, 11 juillet 1893), mariée à Paris civ. le 18 novembre et rel. le 4 décembre 1860 avec Nicolaus, prince Bibesco (1 juin 1830 - 1 juin 1890).